# Chuo-autosnelweg
De Chuo-autosnelweg (中央自動車道, Chūō Jidōshadō, Engels:Chūō Expressway), (centrale autosnelweg), is een Japanse autosnelweg met vier rijstroken die de stad Tokio verbindt met Nagoya. De autosnelweg is 366,8 km lang. De autosnelweg wordt uitgebaat door de Central Nippon Expressway Company.
De autosnelweg loopt door de prefecturen Tokio, Kanagawa, Yamanashi, Nagano, Gifu en Aichi.

## Traject
- Tokio
  - Suginami – Setagaya – Mitaka – Chofu – Fuchu – Kunitachi – Hino – Hachioji
- Kanagawa
  - Sagamihara
- Yamanashi
  - Uenohara – Otsuki – Koshu – Fuefuki – Kofu – Kai – Nirasaki – Hokuto
- Nagano
  - Chino – Suwa – Okaya – Ina – Komagane – Iida
- Gifu
  - Nakatsugawa – Ena – Mizunami – Toki – Tajimi
- Aichi
  - Kasugai – Komaki